# Orfeus Music Assembler
Orfeus Music Assembler je hudební editor pro počítače Sinclair ZX Spectrum a kompatibilní (například Didaktik). Jedná se o program českého původu, autorem je Tomáš Vilím, který jej napsal pod přezdívkou Universum. Vydavatelem programu byla společnost Proxima - Software v. o. s., program byl vydaný v roce 1990.
V programu je možné skládat dvouhlasou hudbu s nezávislým kanálem bicích, která je reprodukována přes vestavěný reproduktor ZX Spectra ovládaný přímo ULou. Program umožňuje používat různé délky not, pomlk a posuvky (křížky, béčka, odrážky).
Napsanou hudbu je možné zkompilovat do strojového kódu a použít ve vlastních programech.
Program umí načítat skladby vytvořené v programu Wham!.
Ke skládání hudby tento program používá Mister Beep.